# Hanimaadhoo
Cette page contient des caractères et des mots thâna comme ހ ou ފ. En cas de problème, consultez l’article Thâna ou testez votre navigateur.
Hanimaadhoo, en divehi ހަނިމާދޫ, est une île du Nord des Maldives située dans l'atoll Thilandhunmathi et la subdivision de Haa Dhaalu.

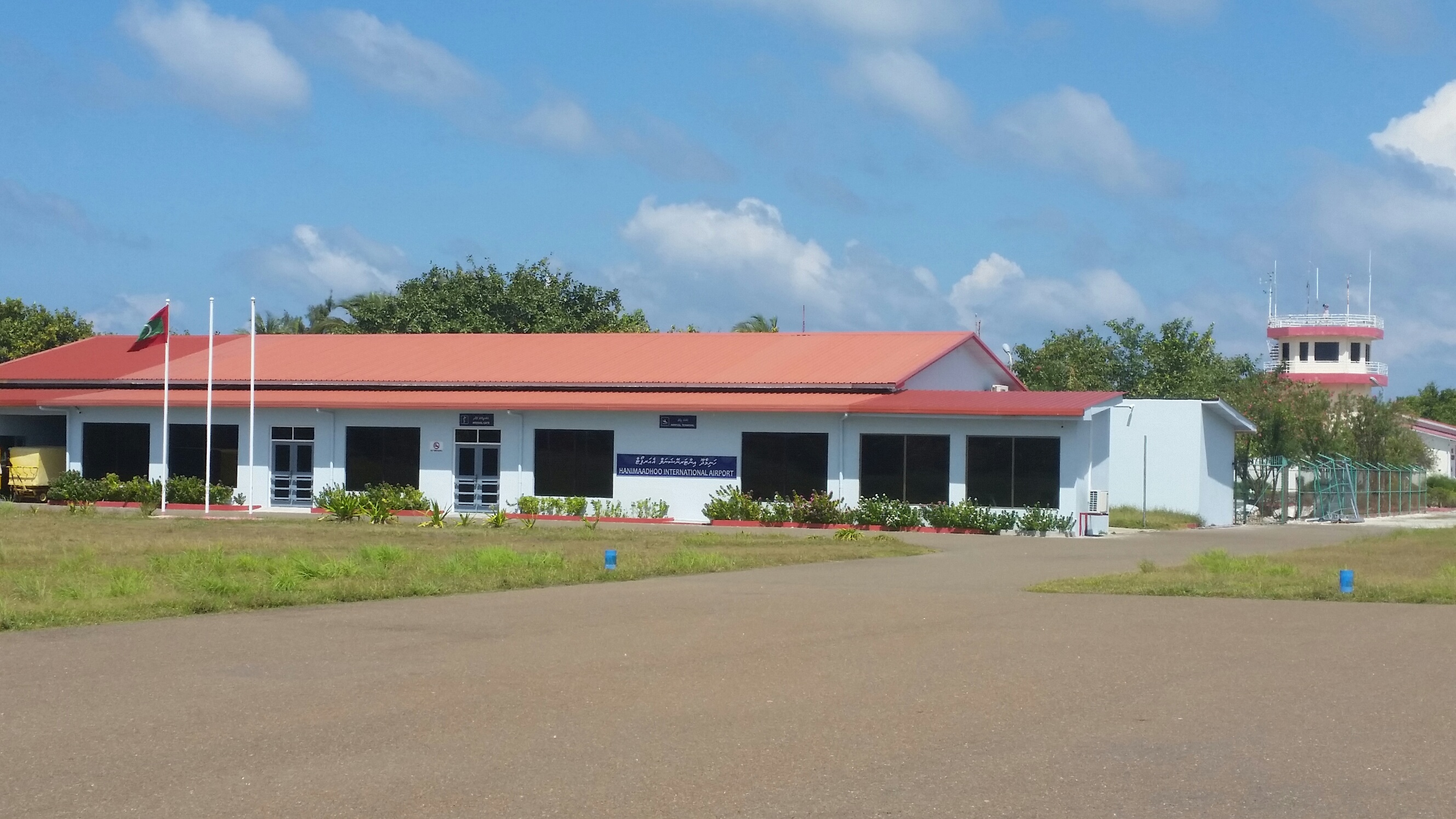
Terminal de l'aéroport d'Hanimaadhoo.

L'aéroport qui se trouve dans le Sud de l'île est l'un des rares des Maldives. Il n'accueille que des vols intérieurs, notamment depuis la capitale Malé distante de 287,57 kilomètres, et permet de desservir le nord du pays.